# Afrosternophorus grayi
Afrosternophorus grayi es una especie de arácnido del orden Pseudoscorpionida de la familia Sternophoridae.

## Distribución geográfica
Se encuentra en Nueva Guinea.